# Rada Komisarzy Ludowych USRR
Rada Komisarzy Ludowych USRR (radnarkom, sownarkom), ukr. Рада Народних Комісарів УРСР – najwyższy organ władzy wykonawczej w Ukraińskiej Socjalistycznej Republice Radzieckiej, działający w latach 1919–1946.
Utworzony został 29 stycznia 1919, w miejsce Tymczasowego Robotniczo-Chłopskiego Rządu Ukrainy. Następczynią Rady Komisarzy Ludowych USRR była Rada Ministrów USRR.
Przewodniczący Rady:
- Christian Rakowski 1919 — 1923
- Włas Czubar 1923 — 1934
- Panas Lubczenko 1934 — 1937
- Mychajło Bondarenko 1937
- Demjan Korotczenko 1938 — 1939
- Łeonid Kornijec 1939 — 1944
- Nikita Chruszczow 1944 — 1946